# 杰克·查卡里迪斯
拉科华斯·“杰克”·查卡里迪斯（希臘語：Ιάκωβος Τσακαλίδης，1979年6月10日—），生于苏联格鲁吉亚的鲁斯塔维，职业篮球运动员，拥有格鲁吉亚和希腊双重国籍，司职中锋。
查卡里迪斯在2000年NBA选秀中第一轮第25顺位被菲尼克斯太阳选中。2003年9月30日他和队友博·奥特罗一起被太阳交易去孟菲斯灰熊以换取布赖恩·奈特、罗伯特·阿齐巴德和切萨里·特莱班斯。查卡里迪斯拥有其出生地格鲁吉亚和希腊的双重国籍，他成长和成名于希腊联赛的强队AEK雅典]。
在NBA生涯中，他得到了平均5.1分和4.1个篮板。他在2007年2月13日与火箭的小前锋斯科特·帕吉特交换而得以加盟休斯顿火箭。，由于未能在NBA联盟有着更好的发挥，2007-08赛季前查卡里迪斯已返回欧洲赛场，重返雅典AEK。